# 橄斜棘䲗
橄斜棘䲗（学名：Repomucenus olidus），又名香斜棘䲗、老鼠、狗圻，为辐鳍鱼纲海龙鱼目䲗科斜棘䲗屬下的一个种。该物种于1873年由阿尔伯特·甘瑟描述及命名。其种加词“olidus”意为“有气味的”。